# Luis Caballero
Pour les articles homonymes, voir Luis Caballero (football) et Caballero.
Luis Caballero Holguín (Bogota, 27 août 1943 - id. 19 juin 1995) est un dessinateur, graveur, peintre et photographe colombien.
Son œuvre est, pour l’essentiel, consacrée à la peinture de nus, en général masculins, à forte charge érotique.

## Biographie
En 1961, Luis Caballero commence ses études aux beaux-arts à l’université des Andes, en Colombie.
Il reconnaîtra l’influence qu’ont exercée sur son œuvre le peintre Juan Antonio Roda ainsi que sa professeure, la critique d'art Marta Traba.
En 1963, il se rend en France où il entre à l’académie de la Grande Chaumière à Paris. Il réside à Paris durant plusieurs années, période pendant laquelle il dira avoir été influencé par les travaux de De Kooning et de Francis Bacon.
Caballero retourne à Bogotá en 1995 à l’occasion d’une exposition d’un ensemble de dessins, pour beaucoup inédits, à la bibliothèque Luis Ángel Arango.
Le 19 juin, il meurt, à 52 ans, victime d’une attaque cérébrale, après trois années de maladie qui avait affecté tant son état physique que ses capacités à peindre. 
Ses œuvres sont généralement figuratives et de grands formats sur toile ou papier, utilisant des techniques mixtes de mediums variés tels huiles, encre et lavis, incorporant parfois des éléments tels tissus ou corde dans une palette de couleur  restreinte. Les sujets sont le plus souvent des nus masculins, traités dans un style contemporain marqué par une  familiarité avec les maîtres européens.

## Conservation
Plusieurs de ses estampes sont conservées à la BnF.

## Expositions
- 1980 : « Caballero ou l'Irrésistible corps de l'Homme-Dieu »[5], galerie Jade, Colmar
- 1990 : Centre d'art contemporain, lycée du Forez, Feurs
- 1991 : « Large Scale Drawings », Nohra Haime Gallery, Grey Art Gallery, New York University's fine art museum[6]
- 1992 : « Les grands dessins ou la représentation du corps »[7], Action culturelle, espace Saint-Jacques, Saint-Quentin
- 1995 : « Œuvre sur papier », Bogota, bibliothèque Luis-Ángel Arango
- 1998 : « Sélection d'œuvres graphiques et d'illustrations »[8], exposition itinérante